# 康乃馨、百合、百合、玫瑰
《康乃馨、百合、百合、玫瑰》（英語：Carnation, Lily, Lily, Rose，又译为“石竹、百合、百合、玫瑰”或“康乃馨、百合与玫瑰花”），是美国画家约翰·辛格·萨金特于1885—1886年创作的一幅油画。 
画中描绘了这样的情景：傍晚时分，在一处种有粉红色玫瑰、白色高百合并点缀有淡黄色康乃馨的花园里，两个穿白色连衣裙的女孩正在点亮纸灯笼。 
这幅画以描绘植物为主，没有使用明显的线透视法来给人深度感。观者似乎与孩子们处于同一水平线上，但实际上在俯视他们。画中的主要人物是萨金特的朋友弗雷德·巴纳德的两个女儿──左边是11岁的多莉（Dolly），右边是7岁的波莉（Polly）。她们有着一头金发，与萨金特所寻求的目标完全一致，因此她们取代了其原本黑发的模特。画作的名字化用自约瑟夫·马辛吉 （Joseph Mazzinghi）的流行歌曲《Ye Shepherds Tell Me》（也叫《The Wreath》）副歌中的歌词：“她的头上戴着花环，她的头上戴着康乃馨、百合、百合花、玫瑰”。 
这幅画的背景是位于英格兰西南部科茨沃尔德百老汇法纳姆宫（Farnham House）的一处英式花园。1885年夏，萨金特为了躲避自己前一年创作《X夫人肖像》引发的争议，从巴黎搬到了伦敦。此时作家罗伯特·路易斯·史蒂文森（Robert Louis Stevenson）也住在伦敦，他所写关于儿童的诗带给了萨金特灵感。 1885年9月，萨金特与美国艺术家埃德温·奥斯汀·阿比 （Edwin Austin Abbey）在潘伯恩泰晤士河上划船探险，他们看到了挂在树与百合花丛中的中式灯笼，便有了画这幅画的想法。不久后，他在画家米莱特（FD.Millet）的家中开始动工。萨金特全程在室外以印象派的方式完成整幅画，以便他确切地还原出黄昏时的光线。从1885年9月到11月的每一天，他都在暮色最完美的两三分钟内作画，使画面呈现最像傍晚的偏紫色色调。夏去秋来，花园里的花都枯萎了，他便使用人造花取而代之。为了集中构图，他又将画布左侧剪下了大约61厘米，使其大致呈一个正方形。第二年夏天，萨金特移步到FD.Millet位于百老汇附近的新家继续作画。最终于1886年10月底完成了此画。
这部作品在1887年的皇家学院展览上展出，一时褒贬不一。一些人批评了他“法国化”的风格。当然，他也得到了很多赞誉，皇家艺术学院院长弗雷德里克·莱顿爵士（Sir Frederic Leighton）生前便立下遗嘱，鼓励泰特美术馆在晚些时候用尚特里遗赠的钱购买这幅画。这也是萨金特第一件被公共博物馆收购的作品。目前，这幅画仍然被泰特美术馆所收藏并展出。